# Nicky Grist

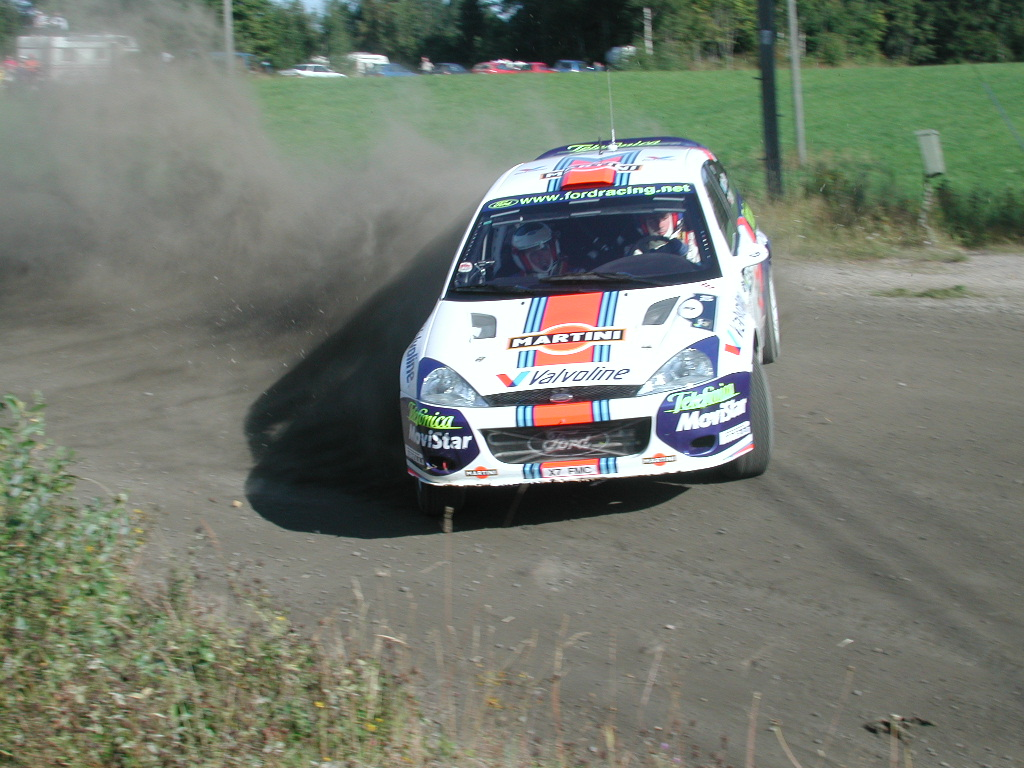
Colin McRae-vel 2001-ben a Finn ralin

Nicky Grist (Ebbw Vale, 1961. november 1. –) walesi rali-navigátor. Huszonegy rali-világbajnoki verseny győztese.

## Pályafutása
1985 és 2006 között vett részt a rali-világbajnokság versenyein. Első győzelmét az 1993-as argentin ralin szerezte, a finn Juha Kankkunen oldalán. Kankkunennel 1997-ig versenyzett, ez idő alatt összesen négy világbajnoki versenyt nyert.
1997 és 2006 között Colin McRaenek navigált. Közös pályafutásuk alatt nyolcvannégy versenyen vettek részt, melyből tizenhét alkalommal lettek elsők. Bajnoki címet nem sikerült nyerniük, kétszer második (1997, 2001) és egyszer harmadikként (1998) zárták a világbajnokságot.
Érdekesség, hogy a népszerű Colin McRae Rally szimulátor sorozat navigátor hangját Nicky kölcsönözte.

## Külső hivatkozások
- Grist profilja az ewrc.cz honlapon
- Grist profilja a rallybase.nl honlapon